# Sonate K. 246
La sonate K. 246 (F.194/L.260) en ut dièse mineur est une œuvre pour clavier du compositeur italien Domenico Scarlatti.

## Présentation
La sonate K. 246 en ut dièse mineur, notée Allegro, forme une paire avec la sonate suivante, qui referme le volume V du manuscrit de Parme. Elles sont complexes par la densité de l'écriture et des recherches de modulation — parfois enharmoniques, par exemple dans la sonate K. 319 — rythmique dans la K. 247, et une humeur et une intrigue similaires aux deux « comme deux poèmes sur le même sujet ». La tonalité d’ut dièse mineur n'est utilisée que dans cette paire. Les voix se pourchassent en décalage, montrant des ressemblances avec la sonate K. 4 des Essercizi.

## Manuscrits et éditions
Le manuscrit principal est le numéro 11 du volume IV (Ms. 9775) de Venise (1753), copié pour Maria Barbara ; les autres sont Parme V 29 (Ms. A. G. 31410) et Münster II 18 (Sant Hs 3965). Une copie figure à Vienne Q 15120 (no 2).
La première édition de John Johnson, est parue en 1754 à Londres, en tant que no 3, avec cinq autres sonates (dans l'ordre de l'édition) :  K. 298, K. 120, puis 113, 247 et 299.

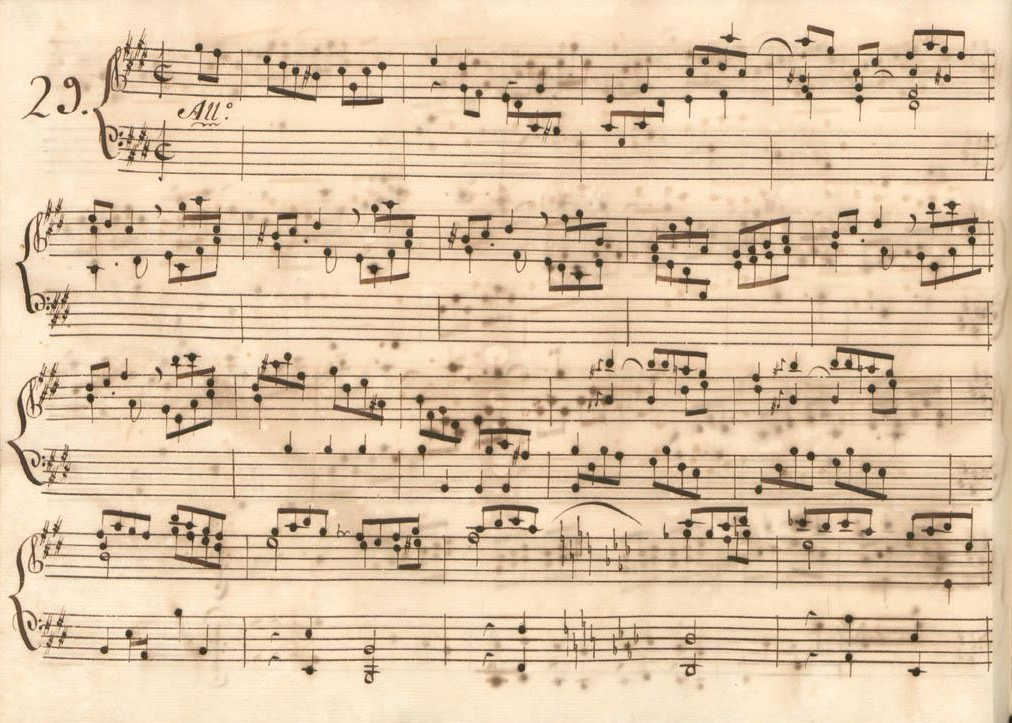
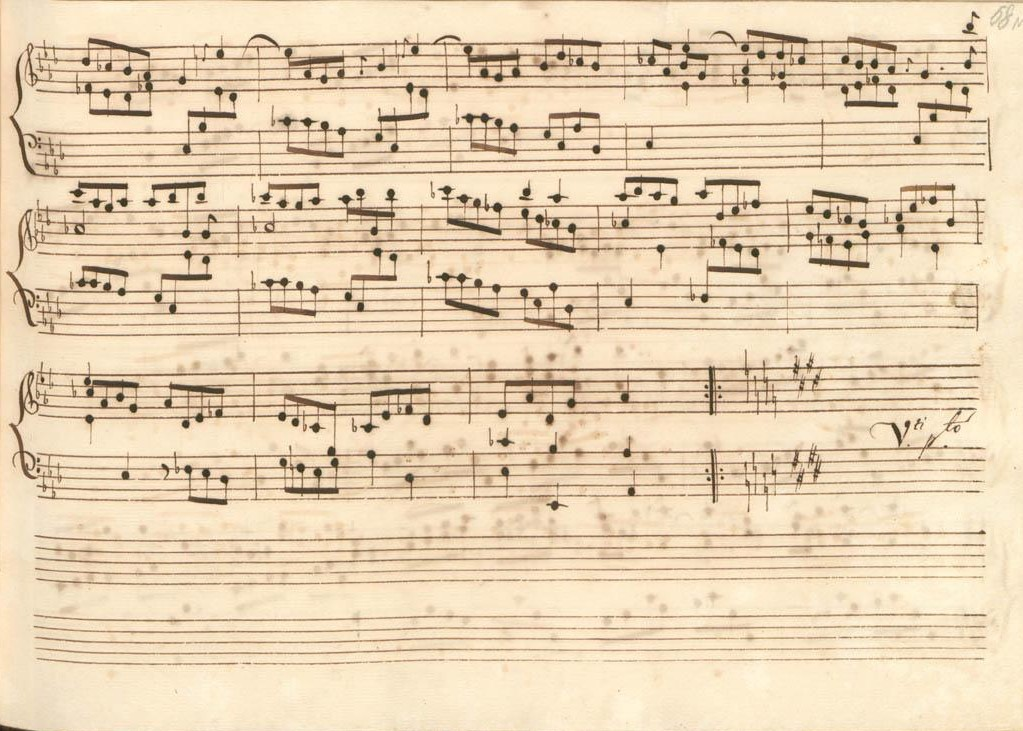
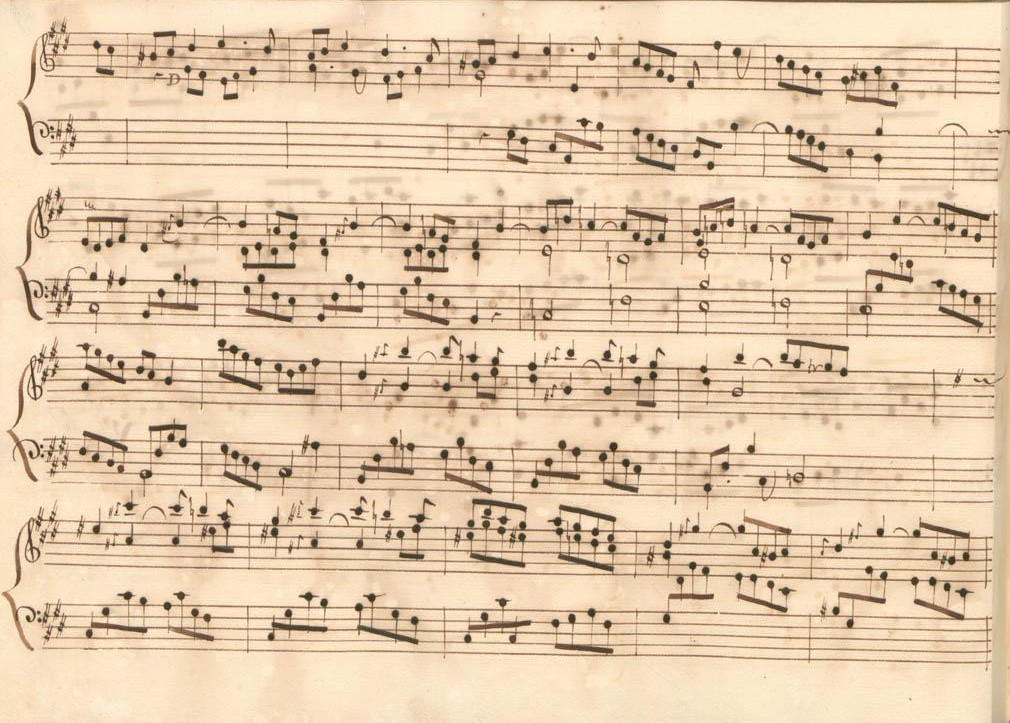
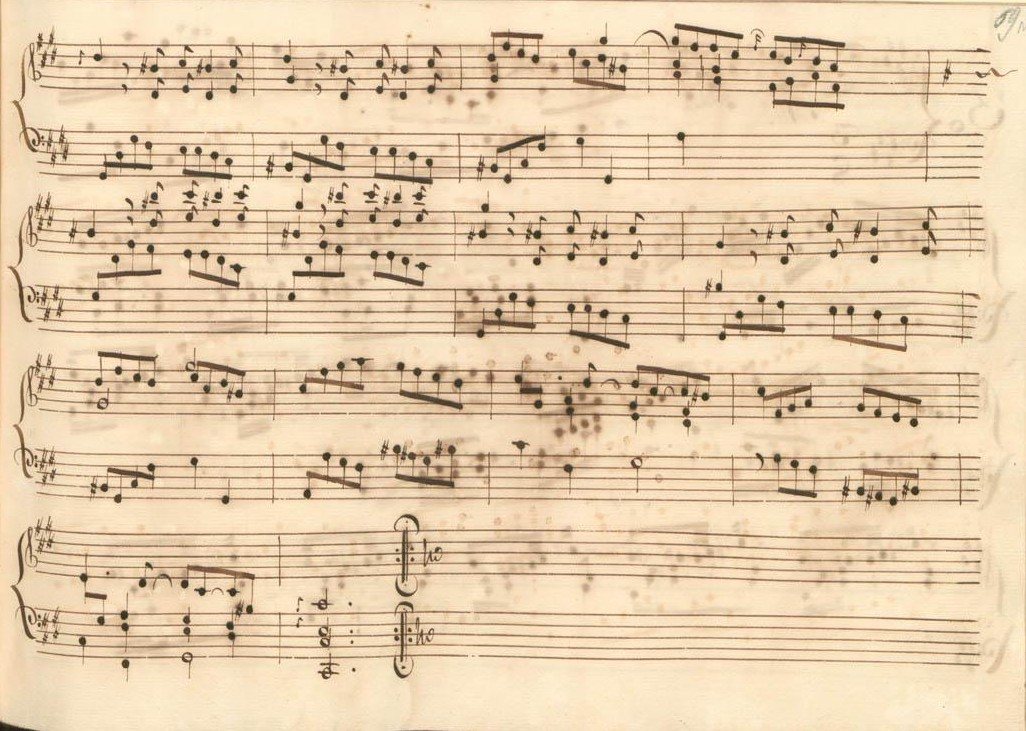

## Interprètes
La sonate K. 246 est défendue au piano, notamment par Fou Ts'ong (1984, Collins-Meridian), Eteri Andjaparidze (1994, Naxos, vol. 1), Carlo Grante (2009, Music & Arts, vol. 2) et Anne Queffélec (2014, Mirare) ; au clavecin par Scott Ross (1985, Erato), Andreas Staier (1996, Teldec), Richard Lester (2002, Nimbus, vol. 2), Pieter-Jan Belder (Brilliant Classics, vol. 6) et Mario Martinoli (2015, Etcetera).

## Sources
: document utilisé comme source pour la rédaction de cet article.
- Ralph Kirkpatrick (trad. de l'anglais par Dennis Collins), Domenico Scarlatti, Paris, Lattès, coll. « Musique et Musiciens », 1982 (1re éd. 1953 (en)), 493 p. (ISBN 978-2-7096-0118-4, OCLC 954954205, BNF 34689181).
- Alain de Chambure, « Domenico Scarlatti : Intégrale des sonates — Scott Ross », Erato (2564-62092-2), 1985 (OCLC 891183737) .
- (en) W. Dean Sutcliffe, The Keyboard Sonatas of Domenico Scarlatti and Eighteenth-Century Musical Style, Cambridge / New York, Cambridge University Press, 2008, xi-400 (ISBN 978-0-521-07122-2, OCLC 1005658462, BNF 42017486).
- (en) Carlo Grante, « Domenico Scarlatti, intégrale des sonates pour clavier (vol. 2) », Music & Arts (CD-1291), 2009 (OCLC 840087257) .
- (es) Celestino Yáñez Navarro (thèse), Nuevas aportaciones para el estudio de las sonatas de Domenico Scarlatti. Los manuscritos del Archivo de Música de las Catedrales de Zaragoza, Université autonome de Barcelone, 2016 (lire en ligne)